# 地中貫通爆弾

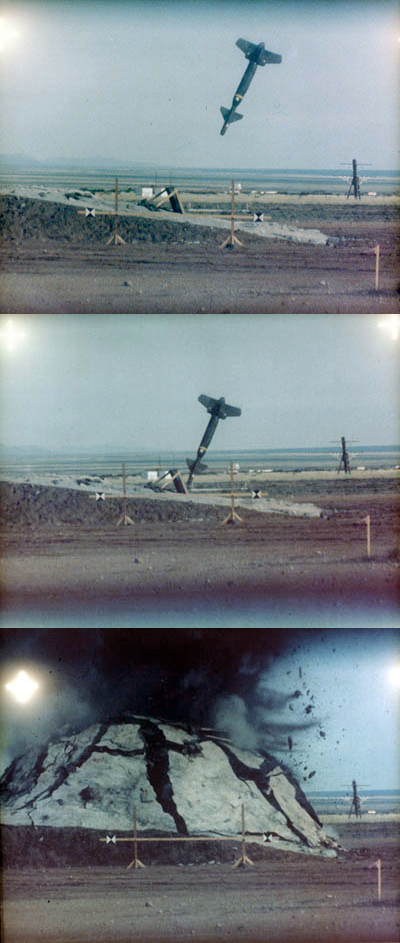
武器の性能試験中にて誘導爆弾GBU-24が目標に直撃・炸裂する様子

地中貫通爆弾（ちちゅうかんつうばくだん、英: Bunker Buster）は、硬化目標や地下の目標を破壊するために用いられる、航空機搭載爆弾の一種である。特殊貫通弾（とくしゅかんつうだん）や掩蔽壕破壊弾（えんぺいごうはかいだん）、バンカーバスターとも呼ばれる。

## 概要
高速度で落下することでコンクリートや盛土などの遮蔽物を貫通し、目標に到達したのちに爆発する。
高速度を得るための方法として、通常は自由落下が利用されるが、さらにロケットブースターによる加速を用いるものも存在した。遮蔽物の貫通能力は、自由落下のみの場合で粘土層を30m、ロケットブースターによる加速があった場合は鉄筋コンクリート壁を6.7m貫通したとされる。
高速落下中や遮蔽物貫通時の振動、衝撃に耐えるため、弾殻は厚い。また、弾体を細長くすることで質量を保ちながら貫通時の抵抗を減らし、貫通能力を向上させているものがある。

## 歴史
この種の兵器は、第二次世界大戦中に登場した。当時のイギリスはドイツ軍のUボートによる通商破壊で甚大な被害を受けていた。イギリス軍はUボート戦力を殲滅しようとしたが、Uボートはブンカーと呼ばれる頑丈なコンクリート製の掩蔽物下に停泊していたため、通常の爆弾では直撃させても被害を与えられなかった。そこでイギリス軍は、トールボーイや通称「地震爆弾」と呼ばれたグランドスラムなどの超大型爆弾による攻撃を行った。これはブンカーに対して十分有効であり、Uボートのうち何隻かを破壊したが、あまりにも巨大で効率的な兵器とは言い難かった。
またドイツ軍も、イギリスがロンドン地下に強固な防空壕を作り政府・軍司令部など重要施設を移したため、防空壕破壊用の地下貫通爆弾で空爆を行った。この地下貫通爆弾は徹甲弾頭がその重量の80%を占めており、地表および防空壕天井を貫通した後に炸薬が爆発するように作られていた。ドイツ軍の地下貫通爆弾が登場すると、イギリスは防空壕をさらに堅固なものに改装するなど、攻撃側と防衛側での競い合いが続いた。
第二次世界大戦後の冷戦時代には、防護された地下施設などの硬目標に対しては核兵器を使用することが想定されていたため、通常弾頭に高い貫通能力を備えた航空爆弾は開発されなかった。しかし、湾岸戦争で核兵器を使用せずに地下施設を破壊する必要が生じ、当初はグランドスラムのような炸薬量の多い兵器の使用が考慮されたが、第二次世界大戦の使用例から、単純に炸薬量の多いだけの航空爆弾は硬目標に対する効果が低いことが顧みられ、結局、急ぎ新しい爆弾を設計・製造することになった。
これによって、一般に「バンカーバスター」として知られるGBU-28が作られた。この総質量4,700ポンド（2,132キログラム、なお炸薬量は630ポンド（約286キログラム）の爆弾の他に、これより小型のもの、またより大型の「MOP（Massive Ordnance Penetrator.大型貫通爆弾）」も開発され、以降アフガニスタン戦争やイラク戦争でも用いられた。
また、地下貫通爆弾の弾頭に核兵器を搭載したRNEP（英語: Robust Nuclear Earth Penetrator）と呼ばれる兵器の開発計画が存在する。